# Заглинський Ігор Борисович
І́гор Бори́сович Загли́нський — підполковник Збройних сил України.

## Бойовий шлях
Влітку 2014 року — командир опорного пункту «Гостра Могила», зі своїм підрозділом неодноразово відбивав напади бойовиків.
Якось надійшов терміновий наказ — вивести вояків з-під обстрілу; колона біля населеного пункту Кумшацьке потрапила в засідку. Підрозділ Заглинського вирушив до них на допомогу двома танками Т-64; прибувши, організували оборону та відбили напад на колону, евакуювали поранених, контужених та одного вбитого — механіка-водія БТРа.
Дещо пізніше російські найманці, провівши розвідку боєм, намагалися зайняти опорний пункт «Гостра Могила», зайшовши в тил. Підрозділ, вчасно зреагувавши та передбачивши їхні кроки, відбив напад й знешкодив велику кількість бойовиків, штурм терористів провалився.
Станом на січень 2015 року Ігор Заглинський — підполковник.

## Нагороди
За особисту мужність і героїзм, виявлені у захисті державного суверенітету та територіальної цілісності України, вірність військовій присязі під час російсько-української війни нагороджений
- орденом «За мужність» III ступеня (27.11.2014).